# Trio élégiaque no 1 de Rachmaninov
Le Trio élégiaque no 1 en sol mineur est une œuvre pour piano, violon et violoncelle de Serge Rachmaninoff. Le trio fut écrit du 18 au 21 janvier 1892 à Moscou, alors que le compositeur avait 18 ans. L’œuvre fut créée le 30 janvier de la même année, avec le compositeur au piano, David Kreyp au violon et Anatoly Brandukov au violoncelle. Il ne fut édité qu'en 1947, sans numéro d’opus. Rachmaninoff écrivit un second trio élégiaque de beaucoup plus vastes proportions fin 1893, après la mort de Tchaïkovsky.

## Structure et analyse
L’œuvre est en un seul mouvement, contrairement à la plupart des trios avec pianos, qui en ont trois ou quatre. Ce mouvement est de forme sonate classique, mais l’exposition est construite de douze épisodes qui seront cités de façon symétrique lors de la réexposition. Le thème élégiaque est présenté par le piano lors du début, lento lugubre. Par la suite, ce thème est présenté à nouveau par le violoncelle et le violon, tandis que le climat évolue constamment (piu  vivo - con anima - appassionato - tempo rubato - risoluto). L'œuvre finit par une marche funèbre sur ce thème.
Malgré sa jeunesse, Rachmaninoff montre dans la partie de piano virtuose qu'il peut exprimer un large spectre de couleurs sonores. Ce trio a une parenté perceptible avec le trio de Tchaïkovsky en la mineur, qui comporte un premier mouvement développé de façon inhabituelle se terminant également par une marche funèbre.
La suggestion fréquente que ce premier trio serait une élégie à la mémoire de Tchaïkovsky est douteuse : en 1892 Tchaikovsky était en bonne santé, rien ne pouvait faire penser qu'il mourrait deux ans plus tard. En fait, une clé de la parenté de ce premier trio élégiaque avec le trio de Tchaikovsky est son motif d’ouverture ascendant de quatre notes qui, répété, domine cette œuvre de 15 minutes. Ce motif est l'inversion en mineur des quatre notes qui commencent le premier concerto de Tchaikovsky (écrit en 1874-1875), et l’allusion aurait été claire pour les auditeurs et les universitaires de l'époque. De même la marche funèbre finale rappelle l’élégie de Tchaïkovsky à Nikolaï Rubinstein (à la mémoire duquel est dédié le trio). Rachmaninoff écrit son premier trio alors qu’il est encore étudiant, et peut avoir voulu en faire un hommage à son aîné, ami et mentor. C'est le second trio, écrit deux ans plus tard, qui est la véritable œuvre élégiaque déplorant la mort de Tchaïkovsky.